# 1545
1545 (MDXLV) fue un año común comenzado en jueves del calendario juliano.

## Acontecimientos
- 27 de febrero: Inglaterra y Escocia libran la Batalla de Ancrum Moor.
- 1 de abril: son descubiertas las minas de plata en el Cerro Rico o sumac orcko y se funda la ciudad de Potosí
- ca. abril o mayo: traslado de la villa de San Salvador a su actual emplazamiento, el Valle de las Hamacas o de Zalcuatitán.[1]
- 18 y 19 de julio: en la isla de Wight (Inglaterra) —en el marco de la Guerra Italiana de 1542 a 1546— se libra la batalla del estrecho de Solent.
- 19 de julio: en la región Vrancea (Rumania) a las 8:00 sucede un terremoto de 6,7 grados en la escala sismológica de Richter y una intensidad de 8.
- 21 de julio (fecha aproximada): en la isla de Wight (Inglaterra) —en el marco de la Guerra Italiana (1542-1546)— se libra la Batalla de Bonchurch.
- 2 de agosto: en la región Puntarenas (Costa Rica) azoto un terremoto de 8.2 grados en la escala sismológica de Richter con una intensidad de 8.
- Octubre: Batalla de Kawagoe (Japón).
- 8 de diciembre: en el actual estado Lara (Venezuela) el español Juan de Carvajal funda Nuestra Señora de la Pura y Limpia Concepción del Tocuyo.
- 13 de diciembre: en Italia comienza el Concilio de Trento que duraría hasta 1563.

## Acontecimientos sin fechas
- Es revocada por la Corona Española la Capitulación dada a los Welser en 1528 que le otorgaba el territorio de la Provincia de Venezuela.
- En Vilcabamba (Perú) los españoles asesinan al rey Manco Inca Yupanqui.
- En El Salvador comienza la expansión definitiva de la aldea de San Salvador.
- La capitalidad de la Provincia de Venezuela es trasladada de Coro a El Tocuyo.
- Se funda la ciudad de Riohacha, Colombia.

## Arte y literatura
- Tintoretto: La ascensión de María.
- Juan Calvino: Antídoto contra el Concilio de Trento.

## Ciencia y tecnología
- Ambroise Paré: Método de tratar las heridas causadas por arcabuces y otros bastones de fuego.
- Gerolamo Cardano: Ars magna

## Nacimientos
- 27 de agosto: Alejandro Farnesio (duque de Parma), noble italiano.
- 24 de febrero: Juan de Austria, militar español (f. 1578).
- 8 de julio: Carlos de Austria, príncipe español, hijo de Felipe II (f. 1568).
- Azai Nagamasa,  Daimyō del período Sengoku de la historia de Japón. (f. 1573).

## Fallecimientos
- 7 de julio: Pernette du Guillet, poetisa francesa.
- 12 de julio: María Manuela de Portugal, princesa de Asturias, esposa de Felipe II.
- 1 de agosto: Juan Pardo de Tavera, religioso y estadista español (n. 1472).
- 18 de octubre: John Taverner, compositor inglés.